# Wanda dos Santos
Pour les articles homonymes, voir dos Santos.
Wanda dos Santos, née le 1er juin 1932 à São Paulo et morte le 30 juin 2025 dans la même ville, est une athlète brésilienne spécialiste du 80 m haies et du saut en longueur.
Pionnière du sport brésilien féminin, l'athlète noire représente son pays aux Jeux olympiques d'été de 1952 et de 1960, où certains athlètes refusent même de s'approcher d'elle et évitent de la toucher.

## Palmarès
| Date | Compétition                    | Lieu           | Résultat | Épreuve    | Performance |
| ---- | ------------------------------ | -------------- | -------- | ---------- | ----------- |
| 1947 | Championnats d'Amérique du Sud | Rio de Janeiro | 2e       | 80 m haies | 12 s 1      |
| 1947 | Championnats d'Amérique du Sud | Rio de Janeiro | 2e       | Longueur   | 5,16 m      |
| 1949 | Championnats d'Amérique du Sud | Lima           | 1er      | 80 m haies | 11 s 7      |
| 1949 | Championnats d'Amérique du Sud | Lima           | 1er      | Longueur   | 5,53 m      |
| 1951 | Jeux panaméricains             | Buenos Aires   | 4e       | 80 m haies |             |
| 1951 | Jeux panaméricains             | Buenos Aires   | 3e       | Longueur   | 5,18 m      |
| 1952 | Championnats d'Amérique du Sud | Buenos Aires   | 1er      | 80 m haies | 11 s 7      |
| 1952 | Championnats d'Amérique du Sud | Buenos Aires   | 3e       | Longueur   | 5,26 m      |
| 1954 | Championnats d'Amérique du Sud | São Paulo      | 1er      | 80 m haies | 11 s 4      |
| 1954 | Championnats d'Amérique du Sud | São Paulo      | 3e       | Longueur   | 5,42 m      |
| 1955 | Jeux panaméricains             | Mexico         | 3e       | 80 m haies | 11 s 8      |
| 1958 | Championnats d'Amérique du Sud | Montevideo     | 1er      | 80 m haies | 11 s 5      |
| 1958 | Championnats d'Amérique du Sud | Montevideo     | 2e       | Longueur   | 5,48 m      |
| 1959 | Jeux panaméricains             | Chicago        | 2e       | 80 m haies | 11 s 5      |
| 1961 | Championnats d'Amérique du Sud | Lima           | 1er      | 80 m haies | 11 s 5      |
| 1961 | Championnats d'Amérique du Sud | Lima           | 1er      | Longueur   | 5,38 m      |
| 1963 | Jeux panaméricains             | São Paulo      | 3e       | 80 m haies | 11 s 50     |

## Records
| Épreuve          | Performance | Lieu | Date |
| ---------------- | ----------- | ---- | ---- |
| 80 m haies       | 11 s 50     |      | 1963 |
| Saut en longueur | 5,61 m      |      | 1950 |